# Bao (Ciad)
 Bao è un comune del Ciad situato nel dipartimento di Bao, provincia di Ennedi Est.
È capoluogo del dipartimento.